# Santa Vitória dos Cocais
Santa Vitória dos Cocais, também conhecido como Santa Vitória ou Cocais de Baixo, é um povoado do município brasileiro de Coronel Fabriciano, no interior do estado de Minas Gerais. Localiza-se no distrito-sede, estando situado no Setor 7, que corresponde à zona rural municipal. De acordo com o Instituto Brasileiro de Geografia e Estatística (IBGE), em 2010 a população de seu núcleo habitacional era de 349 habitantes e havia 130 domicílios particulares.

## História e descrição
O surgimento do povoamento está associado à existência de uma estrada aberta por Guido Marlière em 1825, ligando Antônio Dias ao rio Santo Antônio, nas proximidades de Naque, cortando a Serra dos Cocais. Assim, o fluxo de tropeiros entre povoados próximos, que cruzavam a região vindos de Antônio Dias, Ferros, Santana do Paraíso, Mesquita e Joanésia, levou ao estabelecimento do lugarejo em meados do século XX, posteriormente à formação do vizinho São José dos Cocais. O mesmo caminho também foi o responsável pelo surgimento do povoado de Santo Antônio de Piracicaba, no atual bairro Melo Viana, que serviu como sede do distrito Melo Viana, criado em 1923, até ser alterada para o atual Centro de Fabriciano, transformado-se no município de Coronel Fabriciano em 1948.
O povoado é conhecido pelo seu folclore rico e tradições culturais diversificadas. Uma de suas principais manifestações é a Marujada dos Cocais, um tradicional grupo de marujada que canta marchas no aniversário de Coronel Fabriciano e em festejos da comunidade. O termo "Santa Vitória" é uma homenagem à devoção dos residentes à Nossa Senhora da Vitória, enquanto que "Cocais" é uma referência à grande quantidade de coqueiros presentes na época do desbravamento, sendo também chamado de "Cocais de Baixo" devido à localização em relação ao povoado de São José dos Cocais (Cocais de Cima), levando em consideração o acesso à cidade.
Um dos pontos de referência da localidade é a Capela Nossa Senhora da Vitória, construída por iniciativa dos moradores na década de 1950. No passado, o sino da igreja tocava diariamente às 6 e 18 horas. Anteriormente a essa capela, existia outra de pau a pique no mesmo local. O templo foi tombado como patrimônio cultural de Coronel Fabriciano em 1997 e teve obras de restauro concluídas em 2021. A Serra dos Cocais, por sua vez, com suas trilhas, fazendas e cachoeiras, configura-se como principal atrativo natural do município.

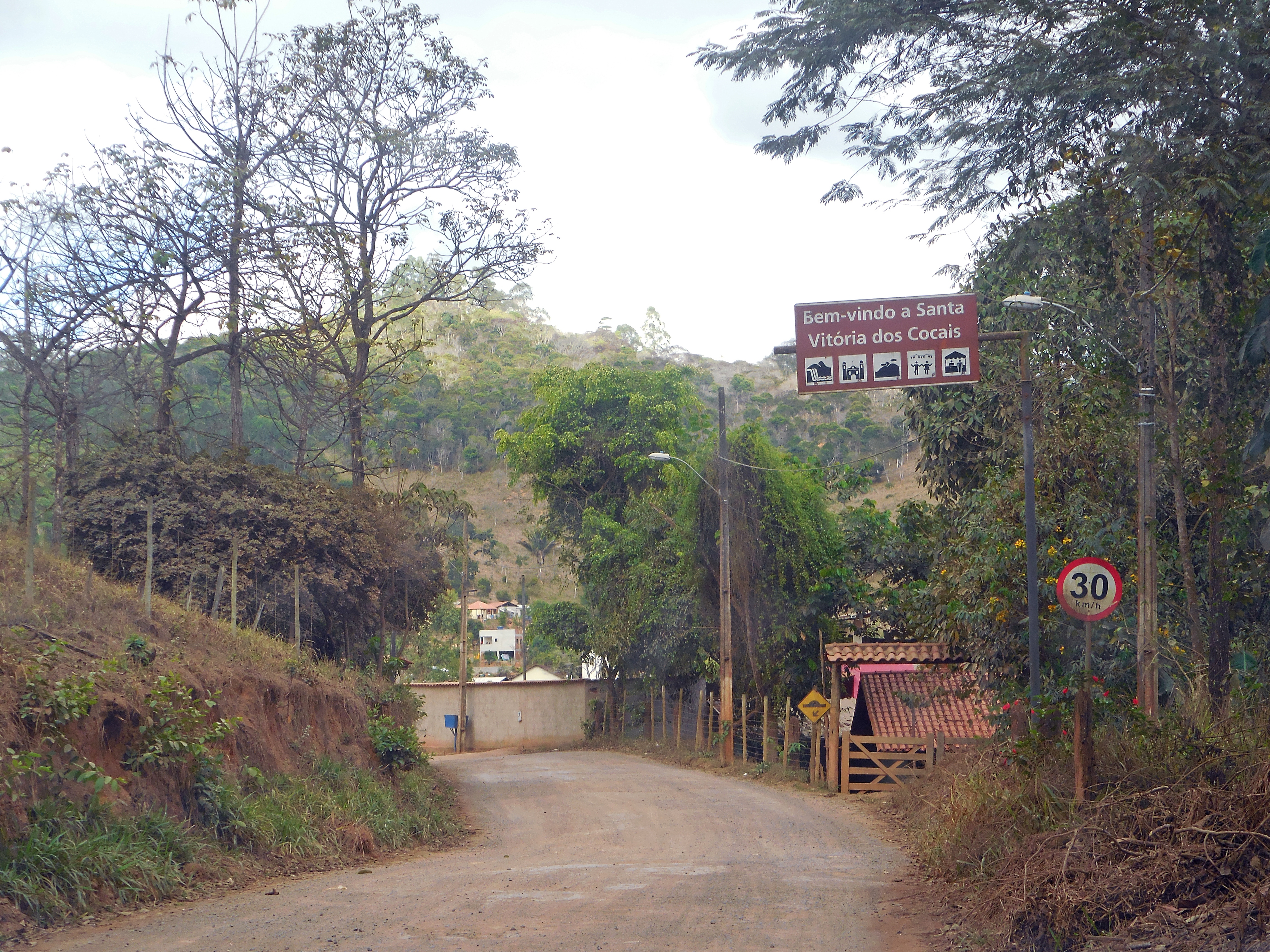
Entrada de Santa Vitória dos Cocais
Capela Nossa Senhora da Vitória
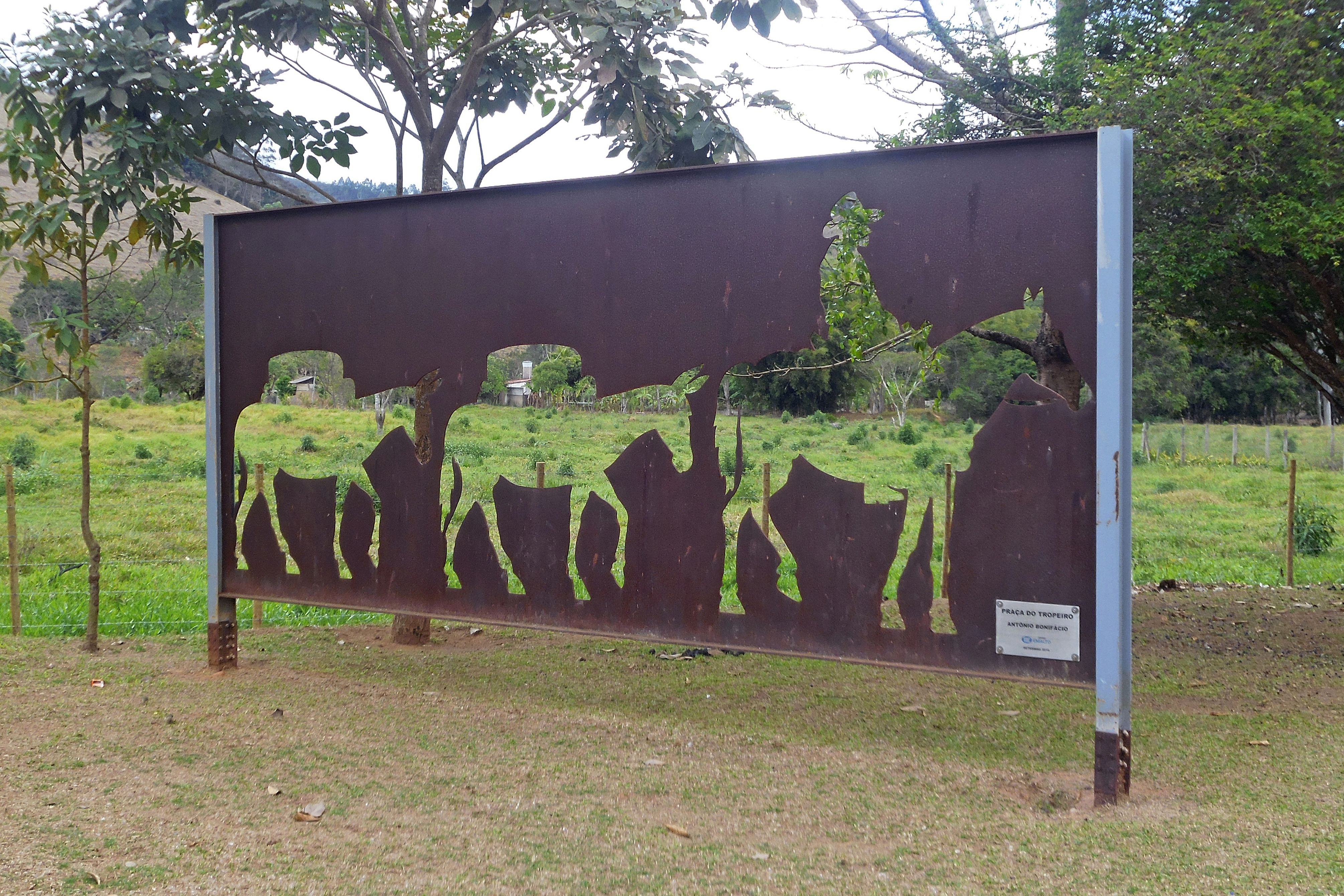
Monumento ao Tropeiro